# Henryk Kiereś
Henryk Józef Kiereś (ur. 2 listopada 1943 w Księginicach) – polski filozof, doktor habilitowany nauk filozoficznych, nauczyciel akademicki, profesor Katolickiego Uniwersytetu Lubelskiego.

## Życiorys
Jest absolwentem Liceum Ogólnokształcącego dla Pracujących im. Stefana Żeromskiego w Toruniu. Ukończył filologię polską na Uniwersytecie Mikołaja Kopernika w Toruniu i filozofię na Katolickim Uniwersytecie Lubelskim.
Doktoryzował się u prof. dr hab. Antoniego B. Stępnia w 1983 broniąc rozprawy Teoria przeżycia estetycznego w ujęciu anglosaskich analityków. Habilitował się w 1996 (tytuł pracy dotyczącej antysztuki: Czy sztuka jest autonomiczna?).
Objął funkcję kierownika Katedry Filozofii Sztuki KUL. Wykładał też w Wyższej Szkole Służby Społecznej im. ks. Franciszka Blachnickiego w Suwałkach. Jest członkiem Polskiego Towarzystwa Filozoficznego, Towarzystwa Naukowego KUL i Polskiego Towarzystwa Tomasza z Akwinu. Współredaguje Powszechną Encyklopedię Filozofii i Encyklopedię Białych Plam.
Współpracuje z katolickim Radiem Maryja. Jest członkiem rady naukowej Wyższej Szkoły Kultury Społecznej i Medialnej w Toruniu i wykłada na tej uczelni. Prowadzi badania i publikuje w następujących dziedzinach filozoficznych: historia filozofii, filozofia sztuki, filozofia kultury, teoria poznania, estetyka.

## Wybrane publikacje
- 1996: Spór o sztukę ISBN 83-228-0428-8
- 2000: Co zagraża sztuce? ISBN 83-910211-0-6
- 2000: Trzy socjalizmy : tradycja łacińska wobec modernizmu i postmodernizmu ISBN 83-902915-8-4
- 2001: U podstaw życia społecznego : personalizm czy socjalizm? ISBN 83-912068-9-0
- 2007: Człowiek i cywilizacja ISBN 978-83-88162-49-7
- 2013: Osoba i społeczność ISBN 978-83-60144-61-9

## Odznaczenia
- Medal „Zasłużony dla Nauki Polskiej Sapientia et Veritas” za szczególne za zasługi dla szkolnictwa wyższego i nauki, w tym za wybitne osiągnięcia w zakresie działalności naukowej, dydaktycznej oraz organizacyjnej (2023)[4]